# Alfredo Diotalevi
Alfredo Diotalevi (Senigallia, 8 agosto 1917 – Senigallia, 6 luglio 2006) è stato un calciatore italiano, di ruolo attaccante.

## Carriera

### Giocatore

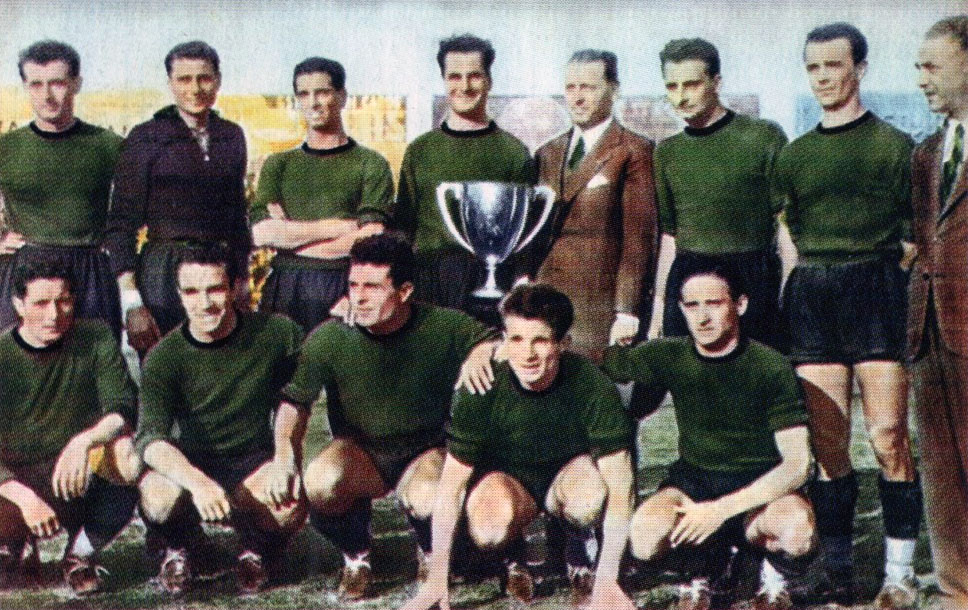
Diotalevi (accosciato, al centro) nel Venezia dell'annata 1940-1941, vittorioso in Coppa Italia.

Iniziò la sua carriera calcistica nella sua città, con la Vigor Senigallia. Nel 1935 venne ingaggiato dalla Jesina in Serie C. Nel 1937, trasferitosi nel Venezia, debuttò in Serie B. Nella stagione seguente conquistò, con lo Spezia, il titolo di capocannoniere della cadetteria con 20 reti.
Il suo esordio in Serie A lo fece con la maglia del Venezia nel 1940, affiancando Ezio Loik e Valentino Mazzola. Giocò in massima serie 6 partite (1 gol) con il Venezia e 14 partite (2 gol) con l'Anconitana. Dal 1946 militò in serie minori, in particolare in B, con la SPAL, e in C, con il Foggia.
Nel 1940-1941 vinse la Coppa Italia. Ne disputò entrambe le partite finali contro la Roma, segnò un gol al 63' nell'andata, aiutando il suo club a ottenere il pareggio 3-3, dopo il 0-3. Il ritorno fu vinto dai veneti per 1-0.

## Palmarès

### Club

#### Competizioni nazionali
- Coppa Italia: 1

Venezia: 1940-1941
- Serie C: 1

Spezia: 1939-1940 (girone E)

### Individuale
- Capocannoniere di Serie B: 1

1938-1939 (20 gol)